# Kőbánya-Kispest vasútállomás
Kőbánya-Kispest vasútállomás egy budapesti vasútállomás, amit a Magyar Államvasutak Zrt. (MÁV) üzemeltet. Maga a vasútállomás csak része egy a helyi- és elővárosi autóbuszjáratokat és az M3-as metróvonalat magába foglaló intermodális csomópontnak. A vasútállomásnak kiemelt szerep jut Budapest délkeleti térségeinek elővárosi forgalmában, illetve a környező városi területek kiszolgálásában. Korábban jelentős teherforgalmi csomópont is volt.
Áthaladó vasútvonalak:
- Budapest–Záhony-vasútvonal (100)
- Budapest–Lajosmizse–Kecskemét-vasútvonal (142)

## Története

### Az 1970-es évekig
A Budapest–Szolnok-vasútvonal építésekor a Kispest és Kőbánya határán elterülő földdarab még lakatlan volt. A mai vasútállomás helyén mindössze egy vasúti őrház volt. A vasútállomás 1907-ben, a Lajosmizse felé vezető vasútvonal megnyitásával egy időben létesült Vasgyár utca néven. A második világháború után az állomáson három személyforgalmi vágány létezett. Az állomásépület a pálya kőbányai oldalán állt, ehhez kapcsolódott a Cegléd felől érkező vonatok számára létesített peron. Az állomáson épült egy szigetperon is, amelyet egy kis gyalogos felüljárón lehetett megközelíteni, ennek egyik vágánya a Cegléd felé, a másik a Lajosmizse felé tartó vonatokat szolgálta ki.

### Az állomás elővárosi fejlesztése az 1970-es években
A vasútállomáson az 1970-es évek végén a magyar állam nagyon komoly fejlesztési programot valósított meg. Az állomás mellett kapott helyet az M3-as metróvonal végállomása, illetve a környékbeli buszjáratok végállomása is. A vasútállomást magát teljesen átépítették. Az addig működő állomásépület megmaradt ugyan, de utasforgalmi funkcióját elveszítette. Az addig meglévő három személyforgalmi vágány helyett megépült öt átmenő személyforgalmi vágány és (a lajosmizsei vonatok számára) három csonkavágány, amelyen napközben a szerelvényeket tárolni is tudták. (Az 1980-as évek elejétől Kőbánya-Kispest lett a lajosmizsei vonatok nagyobbik részének végállomása.) A legjelentősebb fejlesztést a busz, metró és vasútállomások közötti gyalogosforgalom kialakítása jelentette. A csomópontra érkező gyalogosokat mozgólépcsők segítségével az állomás fölött keresztirányban futó fedett gyalogos felüljáróra terelték. Ezen acélszerkezetű felüljáró központi szakaszán kapott helyet a vasúti jegypénztár és egy élelmiszeráruház is. A forgalmi irodát az aluljáró alatt, a lajosmizsei vonatok számára kialakított peronrész mellett helyezték el. A vasútállomást a korszakban modernnek számító elektronikus utastájékoztató táblákkal szerelték fel, ezeket a váróteremben, a gyalogos-felüljárón és a peronokon is elhelyezték. A peronok jelentős részét lefedték. Szintén az 1970-es évek végén épült meg az állomás északi végén (a Lehel utca - Vasgyár utca között) elhelyezkedő szintbeni közúti átjárót kiváltó felüljáró a Sibrik Miklós út - Szabó Ervin utca vonalában. Az 1980-as években Kőbánya-Kispest modern, elővárosi forgalmat bonyolító vasútállomás volt. Az M3-as metróvonal déli végállomásához kapcsolódó közlekedési csomópont kivitelezése során, 1978-1981 között épült át a mai formájára.

### Műszaki hanyatlás, lassú megújulás

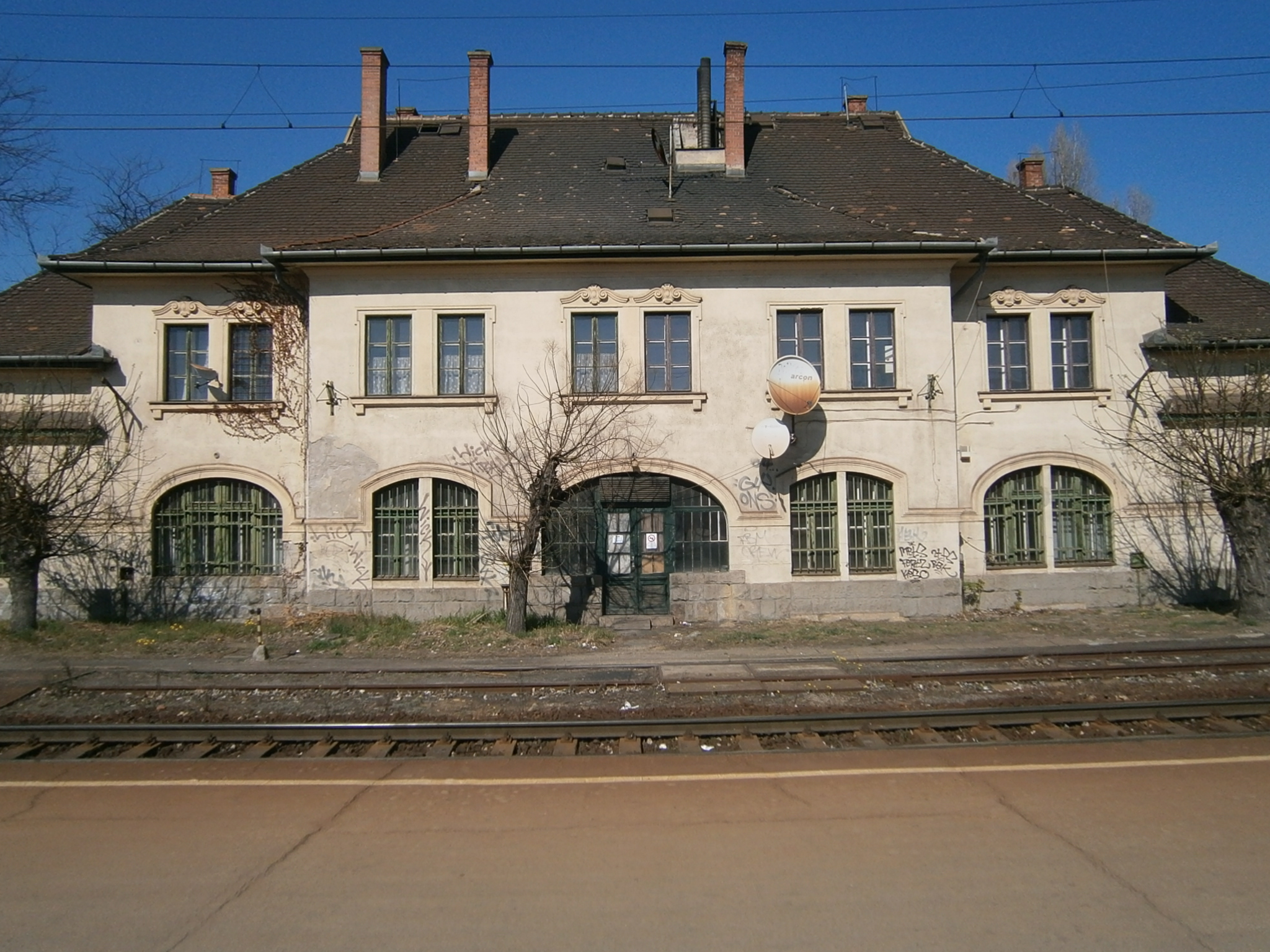
Régi állomásépület

Az állomáson áthaladó vontatóvágány nagyjából az 1990-es évekig bonyolított jelentős áruforgalmat. A magyar ipar rendszerváltást követő összeroskadása érintette a Kőbánya-Kispest körül elhelyezkedő ipari üzemeket is, ezek az 1990-es években sorra bezártak, a vontatóvágány teherforgalma a 2010-es évekre gyakorlatilag teljesen megszűnt. Az 1990-es évtized az állomás gyors hanyatlását hozta. A vasútüzem krónikus pénzhiánya és a környékbeli városrészek társadalmának elszegényedése az csomópont esztétikai és műszaki állapotát rendkívül alacsony szintre rontotta. A karbantartás hiánya miatt a mozgólépcsők üzeme megszűnt, a peronokra vezető lépcsők veszélyessé váltak és a perontetők szigetelése is tönkrement. Az állomás fölött vezető fedett gyalogos felüljárón a legkülönbözőbb deprivált csoportok jelentek meg. Igencsak leromlott a közúti felüljáró állapota is: szerkezetéről betondarabok szakadtak le, ezért a peronok egyes szakaszait el kellett zárni az utasforgalom elől.
A helyzet akkor enyhült egy kissé, amikor egy bevásárlóközpontot kezdtek építeni az addigi helyi buszpályaudvar területén. A bevásárlóközpont építésével egy időben átépült a metró végállomása és felújították a vasútállomás jegypénztárát is. A 2008-2011 között felépült KöKi Terminál beruházása jelentősen átalakította a csomópontot, az állomást a pénztáron kívül azonban nem érintette. Kőbánya-Kispest a vasúti forgalom átszervezése miatt a 2010-es évek elejétől nem volt többé a lajosmizsei vonatok végállomása, de két új személyszállítási kapcsolatra is szert tett: A Keletiből ide terelték a Kunszentmiklós-Tass felé induló személyvonatok forgalmát, illetve 2014-től egyes Buda délnyugati elővárosaiban közlekedő személyvonatok is ide futottak be a Déli pályaudvar helyett. A vasútállomás a 2014-es menetrendváltás idején még nemzetközi funkciót is kapott, amikor a Budapesten áthaladó Avala és Hortobágy EuroCity vonatok budapesti megállóhelye lett. 2014-2015 között Budapest önkormányzata teljesen újjáépíttette az állomás vágányai felett futó, 1978 decemberében átadott Sibrik Miklós úti felüljárót. 2019-ben az "50 megújuló állomás" keretében a MÁV felújította a vasútállomás egy részét. Kicserélték a peronokat, lépcsőket, kijavították a burkolatokat, szigeteléseket. A komplex, teljes körű megújulás a tervek szerint 2021-ben kezdődhet meg.[forrás?]
A vasútállomás kőbányai oldalán a Vaspálya utca a Bosch Budapest Innovációs Kampusz projektje kapcsán újult meg. Ide is P + R parkoló és kerékpárút épült.

## Megközelítés budapesti tömegközlekedéssel
- Metró:
- Autóbusz:  68, 85, 85E, 93, 93A, 98, 98E, 132E, 136, 148, 151, 182, 182A, 184, 193E, 200E, 202E, 268, 282E, 284E
- Éjszakai autóbusz:  909, 968
- Elővárosi autóbusz:  575, 576, 577, 578, 580, 581
- Vonat:   S21   S36   G43   S50   G50   Z50  IC, sebesvonat, gyorsvonat, expresszvonat

## Forgalom
| Járat                           | Útvonal | Gyakoriság                                   |
| ------------------------------- | --- | -------------------------------------------- |
| S21                             | Budapest-Nyugati – Zugló – Kőbánya alsó – Kőbánya-Kispest – Kispest – Pestszentimre felső – Pestszentimre – Gyál felső – Gyál – Felsőpakony – Ócsa – Inárcs-Kakucs – Dabas – (Gyón – Hernád – Örkény – Táborfalva – Felsőlajos – Lajosmizse – Lajosmizse alsó – Klábertelep – Felsőméntelek – Méntelek – Alsóméntelek – Nagynyír – Hetényegyháza – Úrihegy – Miklóstelep – Kecskemét-Máriaváros – Kecskemét alsó – Kecskemét) | Óránként                                     |
| S21                             | Ócsa → Felsőpakony → Gyál → Gyál felső → Pestszentimre → Pestszentimre felső → Kispest → Kőbánya-Kispest | Munkanapokon 2 Budapest felé                 |
| S36                             | Kőbánya-Kispest – Ferencváros – Budapest-Kelenföld – Albertfalva – Budafok – Kastélypark – Tétényliget – Érd alsó – Tárnok (– Martonvásár) | Óránként                                     |
| G43                             | Kőbánya-Kispest – Ferencváros – Budapest-Kelenföld – Budafok – Budatétény – Barosstelep – Érdliget – Érd felső – Tárnok – Martonvásár – Baracska – Kápolnásnyék – Velence – Gárdony – Agárd – Székesfehérvár | Óránként                                     |
| G43                             | Székesfehérvár → Dinnyés → Agárd → Gárdony → Velencefürdő → Velence → Kápolnásnyék → Pettend → Baracska → Martonvásár → Tárnok → Érd felső → Érdliget → Barosstelep → Budatétény → Budafok → Budapest-Kelenföld → Ferencváros → Kőbánya-Kispest | Kora reggel 3 Budapest felé                  |
| S50                             | Budapest-Nyugati – Zugló – Kőbánya alsó – Kőbánya-Kispest – Pestszentlőrinc – Szemeretelep – Ferihegy – Vecsés – Vecsés-Kertekalja – Üllő – Hosszúberek-Péteri – Monor (– Monorierdő – Pilis – Albertirsa – Ceglédbercel – Ceglédbercel-Cserő – Budai út – Cegléd – Abony – Szolnok) | 30 percenként                                |
| G50                             | Szolnok → Abony → Cegléd → Albertirsa → Pilis → Monorierdő → Monor → Kőbánya-Kispest → Kőbánya alsó → Zugló → Budapest-Nyugati | Munkanapokon hajnalban 2 Budapest felé       |
| Z50                             | Budapest-Nyugati – Zugló – Kőbánya alsó – Kőbánya-Kispest – Ferihegy – Monor – Monorierdő – Pilis – Albertirsa – Ceglédbercel – Ceglédbercel-Cserő – Budai út – Cegléd (– Abony – Szolnok) | 30-60 percenként                             |
| személyvonat                    | Budapest-Nyugati → Zugló → Kőbánya alsó → Kőbánya-Kispest → Pestszentlőrinc → Szemeretelep → Ferihegy → Vecsés → Vecsés-Kertekalja → Üllő → Hosszúberek-Péteri → Monor → Monorierdő → Pilis → Albertirsa → Ceglédbercel → Ceglédbercel-Cserő → Budai út → Cegléd → Abony → Szolnok → Szajol → Törökszentmiklós → Fegyvernek-Örményes → Kisújszállás → Karcag → Püspökladány → Kaba → Hajdúszoboszló → Ebes → Debrecen | Napi 1 Debrecen felé                         |
| személyvonat                    | Budapest-Nyugati → Zugló → Kőbánya alsó → Kőbánya-Kispest → Ferihegy → Monor → Monorierdő → Pilis → Albertirsa → Ceglédbercel → Ceglédbercel-Cserő → Budai út → Cegléd → Nyársapát → Nagykőrös → Kecskemét | Napi 1 Kecskemét felé                        |
| személyvonat                    | Kecskemét → Katonatelep → Nagykőrös → Nyársapát → Cegléd → Monorierdő → Üllő → Ferihegy → Kőbánya-Kispest → Zugló → Budapest-Nyugati | Napi 1 Budapest felé                         |
| személyvonat                    | Kecskemét → Nagykőrös → Cegléd → Albertirsa → Pilis → Monor → Vecsés → Kőbánya-Kispest → Kőbánya alsó → Zugló → Budapest-Nyugati | Napi 2 Budapest felé                         |
| személyvonat                    | Szentes → Hékéd → Nagytőke → Kunszentmárton → Kungyalu → Homok → Tiszaföldvár → Martfű → Bagimajor → Kengyel → Tiszatenyő → Szajol → Szolnok → Cegléd → Kőbánya-Kispest → Zugló → Budapest-Nyugati | Vasárnap 1 Budapest felé                     |
| Cívis InterRégió                | Budapest-Nyugati – Zugló – Kőbánya-Kispest – Ferihegy – Cegléd – Abony – Szolnok – Szajol – Törökszentmiklós – Fegyvernek-Örményes – Kisújszállás – Karcag – Püspökladány – Kaba – Hajdúszoboszló – Ebes – Debrecen (– Debrecen-Csapókert – Apafa – Bocskaikert – Hajdúhadház – Téglás – Újfehértó – Nyíregyháza – Sóstó – Sóstóhegy – Kemecse – Nyírbogdány – Kék – Demecser – Gégény – Pátroha – Ajak – Kisvárda – Kisvárda-Hármasút – Fényeslitke – Komoró – Tuzsér – Tiszabezdéd – Záhony) | óránként                                     |
| Cívis InterRégió                | Budapest-Nyugati – Zugló – Kőbánya-Kispest – Ferihegy (← Üllő) – (Monor →) (← Monorierdő) – (Pilis → Albertirsa →) Cegléd – Abony – Szolnok – Szajol – Törökszentmiklós – Fegyvernek-Örményes – Kisújszállás – Karcag – Püspökladány – Kaba – Hajdúszoboszló – Ebes – Debrecen | Napi 1 Debrecen felé és napi 2 Budapest felé |
| sebesvonat                      | Budapest-Nyugati – Zugló (→ Kőbánya alsó) – Kőbánya-Kispest – Ferihegy (← Üllő) (→ Monor → Monorierdő → Pilis → Albertirsa → Ceglédbercel → Ceglédbercel-Cserő → Budai út) – Cegléd – Nyársapát – Nagykőrös (← Katonatelep) – Kecskemét – Városföld (← Kunszállás) – Kiskunfélegyháza – Kistelek – Szatymaz – Szeged | Napi 1 pár                                   |
| Napfény InterCity               | Budapest-Nyugati – Zugló – Kőbánya-Kispest – Ferihegy – Cegléd – Nagykőrös – Kecskemét – Kiskunfélegyháza – Kistelek – Szatymaz – Szeged | óránként                                     |
| Napfény InterCity               | Budapest-Nyugati – Zugló – Kőbánya-Kispest – Ferihegy (← Üllő) – (Monor →) (← Monorierdő) – (Pilis → Albertirsa →) Cegléd – (Nyársapát →) Nagykőrös – (Katonatelep →) Kecskemét – Városföld – (Kunszállás →) Kiskunfélegyháza (← Selymes ← Petőfiszállás)– Kistelek – Szatymaz – Szeged | Napi 1 pár                                   |
| Tokaj InterCity                 | Budapest-Nyugati – Zugló – Kőbánya-Kispest – Ferihegy – Cegléd – Szolnok – Püspökladány – Hajdúszoboszló – Debrecen – Nyíregyháza – Tokaj – Szerencs – Miskolc-Tiszai – Füzesabony – Hatvan – Budapest-Keleti | 2 óránként                                   |
| Tokaj InterCity                 | Budapest-Nyugati – Zugló – Kőbánya-Kispest – Ferihegy – Cegléd – Szolnok – Püspökladány – Hajdúszoboszló – Debrecen – Nyíregyháza – Rakamaz – Tokaj – Szerencs – Miskolc-Tiszai | Napi 2 Budapest felé és napi 1 Miskolc felé  |
| Nyírség InterCity               | Budapest-Nyugati – Zugló – Kőbánya-Kispest – Ferihegy – Cegléd – Szolnok – Püspökladány – Hajdúszoboszló – Debrecen – Nyíregyháza (– Kisvárda – Záhony) | 2 óránként                                   |
| Latorca nemzetközi InterCity    | Budapest-Nyugati – Zugló – Kőbánya-Kispest – Ferihegy – Cegléd – Szolnok – Püspökladány – Hajdúszoboszló – Debrecen – Nyíregyháza – Kisvárda – Záhony – Чоп (Csap) – Мукачево (Munkács) | Napi 1-2 pár                                 |
| Panoráma expresszvonat          | Nyíregyháza – Debrecen – Szolnok – Cegléd – Albertirsa – Pilis – Ferihegy – Kőbánya-Kispest (← Budapest-Kelenföld) – Velence – Balatonaliga – Szabadisóstó – Szabadifürdő – Siófok | Nyári hétvégéken napi 1 pár                  |
| Aranyhíd expresszvonat          | Szeged (← Szatymaz ← Kistelek) – Kiskunfélegyháza – Kecskemét – Nagykőrös – Cegléd – Ferihegy – Kőbánya-Kispest – Budapest-Kelenföld – Székesfehérvár – Balatonaliga – Szabadisóstó – Siófok – Zamárdi – Balatonföldvár – Balatonszárszó – Balatonszemes – Balatonlelle – Balatonboglár – Fonyód – Balatonmáriafürdő – Balatonberény – Balatonszentgyörgy | Nyáron napi 1 pár                            |
| Aranypart expresszvonat         | Záhony – Tiszabezdéd – Tuzsér – Komoró – Fényeslitke – Kisvárda-Hármasút – Kisvárda – Ajak – Pátroha – Gégény – Demecser – Kék – Nyírbogdány – Kemecse – Sóstóhegy – Sóstó – Nyíregyháza – Újfehértó (← Debrecen-Csapókert) – Debrecen (← Ebes) – Hajdúszoboszló (← Kaba) – Püspökladány – Karcag – Kisújszállás (← Fegyvernek-Örményes) – Törökszentmiklós (← Szajol) – Szolnok – Abony – Cegléd – Ferihegy – Kőbánya-Kispest – Budapest-Kelenföld – Velence – Székesfehérvár – Balatonaliga – Szabadisóstó – Szabadifürdő – Siófok – Balatonszéplak felső – Balatonszéplak alsó – Zamárdi – Szántód – Balatonföldvár – Balatonszemes – Balatonlelle – Balatonboglár – Fonyódliget – Fonyód | Nyáron napi 1 pár                            |
| Szabolcsi Tekergő expresszvonat | Záhony – Tiszabezdéd – Tuzsér – Komoró – Fényeslitke – Kisvárda-Hármasút – Kisvárda – Ajak – Pátroha – Gégény – Demecser – Kék – Nyírbogdány – Kemecse – Sóstóhegy – Sóstó – Nyíregyháza – Újfehértó – Téglás – Hajdúhadház – Bocskaikert – Debrecen-Csapókert – Debrecen – Ebes – Hajdúszoboszló – Kaba – Püspökladány – Karcag – Kisújszállás – Fegyvernek-Örményes – Törökszentmiklós – Szajol – Szolnok – Abony – Cegléd – Ferihegy – Kőbánya-Kispest – Budapest-Kelenföld – Velence – Székesfehérvár – Balatonakarattya – Balatonkenese – Balatonfűzfő – Balatonalmádi – Alsóörs – Balatonfüred – Balatonakali-Dörgicse – Zánka-Erzsébettábor                                           | Nyáron napi 1 pár                            |
| Csabai Tekergő expresszvonat    | Békéscsaba – Murony – Mezőberény – Gyoma – Mezőtúr – Szolnok – Cegléd – Ferihegy – Kőbánya-Kispest – Budapest-Kelenföld – Velence – Székesfehérvár – Balatonakarattya – Balatonkenese – Balatonfűzfő – Balatonalmádi – Alsóörs – Csopak – Balatonfüred – Balatonakali-Dörgicse – Zánka-Köveskál – Szepezdfürdő – Révfülöp (← Badacsonyörs) – Badacsonytomaj – Badacsony – Tapolca | Nyári hétvégéken napi 1 pár                  |
| Esti Csók InterRégió            | Fonyód → Balatonboglár → Balatonlelle → Balatonszárszó → Balatonföldvár → Siófok → Szabadisóstó → Budapest-Kelenföld → Kőbánya-Kispest | Nyári vasárnapokon 1 Budapest felé           |
| Napfürdő InterRégió             | Balatonszemes → Balatonszárszó → Balatonföldvár → Siófok → Budapest-Kelenföld → Kőbánya-Kispest | Nyári vasárnapokon 1 Budapest felé           |
| expresszvonat                   | Nyíregyháza → Újfehértó → Téglás → Hajdúhadház → Bocskaikert → Debrecen-Csapókert → Debrecen → Püspökladány → Karcag → Kisújszállás → Törökszentmiklós → Szolnok → Kőbánya-Kispest → Zugló → Budapest-Nyugati | Iskolaidőben vasárnap 1 Budapest felé        |